# Aymeric Jeanneau
Aymeric Jeanneau (La Roche-sur-Yon, 10 ottobre 1978) è un ex cestista francese.

## Carriera
Con la Francia ha disputato i Campionati del mondo del 2006 e i Campionati europei del 2009.

## Palmarès
- Campionato francese: 2

Strasburgo: 2004-05
ASVEL: 2008-09
- Coppa di Francia: 3

Cholet: 1998, 1999
ASVEL: 2007-08
- Semaine des As: 1

ASVEL: 2010
- Match des Champions: 1

ASVEL: 2009